# Pterolophia pseudomucronata
Pterolophia pseudomucronata là một loài bọ cánh cứng trong họ Cerambycidae.